# Port lotniczy Palmyra (Cooper)
Port Lotniczy Palmyra (Cooper) (ang. Palmyra (Cooper) Airport) – port lotniczy zlokalizowany w atolu Palmyra (Dalekie Wyspy Mniejsze Stanów Zjednoczonych).